# Simplocaria striata
Simplocaria striata là một loài bọ cánh cứng trong họ Byrrhidae. Loài này được Brisout miêu tả khoa học năm 1866.